# Золотокіс гірський
Золотокіс гірський (Cossypha isabellae) — вид горобцеподібних птахів родини мухоловкових (Muscicapidae). Мешкає в Камеруні та Нігерії.

## Підвиди
Виділяють два підвиди:
- C. i. batesi (Bannerman, 1922) — поширений на сході Нігерії та на заході Камеруну;
- C. i. isabellae Gray, GR, 1862 — мешкає на горі Камерун.

## Поширення і екологія
Гірські золотокоси живуть в гірських тропічних лісах Камерунського нагір'я.